# Giro di Toscana 1967
Il Giro di Toscana 1967, quarantunesima edizione della corsa, si svolse il 30 luglio su un percorso di 266 km, con partenza a Firenze e arrivo a Poggibonsi. Valido come campionato italiano Professionisti, e per questo aperto ai soli ciclisti italiani, fu vinto da Franco Balmamion della Molteni davanti a Michele Dancelli e Vittorio Adorni.

## Ordine d'arrivo (Top 10)
| Pos. | Corridore          | Squadra           | Tempo    |
| ---- | ------------------ | ----------------- | -------- |
| 1    | Franco Balmamion   | Molteni           | 7h16'28" |
| 2    | Michele Dancelli   | Vittadello        |          |
| 3    | Vittorio Adorni    | Salamini-Luxor TV |          |
| 4    | Felice Gimondi     | Salvarani         |          |
| 5    | Lino Carletto      | Salamini-Luxor TV |          |
| 6    | Gianni Motta       | Molteni           |          |
| 7    | Adriano Passuello  | Molteni           |          |
| 8    | Luigi Sgarbozza    | Salamini-Comet    |          |
| 9    | Franco Bodrero     | Molteni           |          |
| 10   | Ambrogio Portalupi | Vittadello        |          |